# Patrick Esposito Di Napoli
Pour les articles homonymes, voir Esposito.
 (décembre 2011).
Si vous disposez d'ouvrages ou d'articles de référence ou si vous connaissez des sites web de qualité traitant du thème abordé ici, merci de compléter l'article en donnant les références utiles à sa vérifiabilité et en les liant à la section « Notes et références ».
Patrick Esposito Di Napoli (Narbonne, 18 janvier 1964 - Montréal, 13 novembre 1994) est un musicien français qui a fait carrière au Québec.

## Biographie
Né à Narbonne, il est devenu musicien parisien dans les années 1980 et se produit en compagnie de divers bluesmen et autres dans les cafés des quartiers populaires où il vit alors, près de la rue de Bagnolet, à Paris 20e. Il migre au Québec en 1990 où il vivra un temps en musicien de rues. Il rencontre alors André Fortin interpellé par son style, et rejoint son groupe en gestation. Il jouera de l'harmonica au sein de la formation québécoise Les Colocs jusqu'à sa mort, le 13 novembre 1994.
En 1993, il forme le groupe Les Quarts de Rouge avec Mononc' Serge et Yves Desrosiers. Le trio interprète un répertoire de chansons fantaisistes, notamment de Nino Ferrer, de Boby Lapointe et de Jacques Dutronc. Le groupe fait partie de la programmation des FrancoFolies de Montréal en 1993 et en 1994.
Il est infecté par le virus de l'immunodéficience humaine (VIH) quelques années plus tôt à cause d'une seringue infectée. Ce fait l'inspire à écrire et chanter la chanson Séropositif boogie, présente sur le premier album du groupe,. Il meurt du syndrome d'immunodéficience acquise (SIDA) le 13 novembre 1994 entouré de ses amis et membres du groupe. André Fortin écrit alors en sa mémoire la chanson Dehors novembre, qui a ensuite inspiré le court métrage d'animation du même nom de Patrick Bouchard.